# Reza Artamevia
Reza Artamevia, właśc. Reza Artamevia Adriana Eka Suci (ur. 29 maja 1975 w Dżakarcie) – indonezyjska piosenkarka.
Śpiewem zaczęła się interesować we wczesnym dzieciństwie. Jako uczennica szkoły podstawowej wygrała dziecięcy konkurs piosenki na antenie stacji TVRI.
Swoją karierę rozpoczęła jako wokalistka wspierająca w zespole muzycznym Dewa 19. W 1997 r. wydała swój pierwszy solowy album pt. Keajaiban, powstały we współpracy z producentem Ahmadem Dhanim, frontmanem Dewa 19. Wydawnictwo to przyniosło jej rozpoznawalność na rynku indonezyjskim, a dzięki utworom „Pertama” i „Satu Yang Tak Bisa Lepas” została laureatką MTV Video Music Awards 1998. Otrzymała także szereg nagród AMI (Anugerah Musik Indonesia) (kategorie: najlepszy debiutant, najlepszy solowy artysta R&B – za „Pertama”, najlepszy album R&B – za Keajaiban).
W 2000 r. wydała kolejny album pt. Keabadian, na którym pojawiła się piosenka „Biar Menjadi Kenangan” z gościnnym udziałem japońskiego piosenkarza Masakiego Uedy. Utwór ten okazał się dużym sukcesem komercyjnym i został nagrany w dwóch dodatkowych wersjach językowych – angielskiej i japońskiej. 
Do 2005 r. jej mężem był aktor i polityk Adjie Massaid. 

## Dyskografia
Albumy studyjne
- 1997: Keajaiban
- 2000: Keabadian
- 2002: Keyakinan